# نورث امریکن پی-۵۱ ماستنگ
نورث امریکن پ-۵۱ ماستنگ (به انگلیسی: North American P-51 Mustang) هواگرد جنگنده تک‌باله تک‌موتوره دوربرد ساخت شرکت نورث آمریکن بود که در سال‌های اواخر جنگ جهانی دوم توسط نیروی هوایی نیروی زمینی ایالات متحده به‌کار گرفته شد.

## مشخصات فنی
پی-۵۱دی:
مشخصات عمومی
- خدمه: ۱ نفر
- طول: ۹٫۹ متر
- طول بال: ۱۱.۹ متر
- نیرومحرکه: ۱ × موتور وی۱۲ پکارد وی-۱۶۵۰-۷ مرلین خنک‌شونده با مایع: ۱٬۴۹۰ اسب بخار

عملکرد
- حداکثر سرعت: ۷۰۳ کیلومتر بر ساعت

تسلیحات
- ۶ × مسلسل ۰.۵ اینچی (۱۲.۷ میلی‌متری) برونینگ
- ۲ × بمب ۱٬۰۰۰ پوندی (۴۵۴ کیلوگرم)